# Списак генерала и адмирала Југословенске војске: М
Списак генерала и адмирала Југословенске војске (ЈВ) чије презиме почиње на слово М, за остале генерале и адмирале погледајте Списак генерала и адмирала Југословенске војске.
напомена:
Генералски, односно адмиралски чинови у ЈВ су били — војвода, армијски генерал (адмирал), дивизијски генерал (вице-адмирал) и бригадни генерал (контра-адмирал). 

### M
- Богдан Маглић (1889—1947), генералштабни бригадни генерал.
- Рудолф Мајстер (1874—1934), дивизијски генерал. Активна служба у ВКЈ престала му је 1923.
- Жарко Мајсторовић (1891—1960), дивизијски генерал. Одведен у заробљеништво 1941. године, после рата није наставио службу.
- Милорад Мајсторовић (1886—1954), генералштабни бригадни генерал. Активна служба у ВКЈ престала му је 1938. Реативиран 1941. Одведен у заробљеништво 1941. године, после рата није наставио службу.
- Војин Максимовић (1876—1942), дивизијски генерал. Одведен у заробљеништво 1941. године.
- Љубомир Максимовић (1879—1950), пешадијски бригадни генерал. Одведен у заробљеништво 1941. године, после рата није наставио службу.
- Ђулио Малешевић (1869—?), инжињеријско-технички бригадни генерал. Активна служба у ВКЈ престала му је 1929.
- др Себастијан Мантел (1877—?), санитетски генерал. Активна служба у ВКЈ престала му је 1937.
- Владимир Мариашевић (1886—1961), контра-адмирал. Активна служба у ВКЈ престала му је 1940.
- Аугуст Марић (1885—1957), дивизијски генерал. Одведен у заробљеништво 1941. године, прешао у војску НДХ 1941. године, у заробљеништву поново 1942, пензионисан 1943.
- Љубомир Марић (1878—1960), армијски генерал. Активна служба у ВКЈ престала му је 1939. Преведен у резерву.
- Гаврило Маринковић (1885—1954), дивизијски генерал. Одведен у заробљеништво 1941. године, после рата није наставио службу.
- Миливоје Маринковић (1886—1941), артиљеријски бригадни генерал.
- Милутин Мариновић (1861—1944), генерал. Активна служба у ВКЈ престала му је 1921. Преведен у резерву.
- др Александар Марковић (1878—1942), санитетски бригадни генерал. Активна служба у ВКЈ престала му је 1930. Реактивиран 1941. Одведен у заробљеништво 1941. године.
- Боривоје Марковић (1884—1948), пешадијски бригадни генерал.
- Душан Марковић (1879—1935), дивизијски генерал.
- Петар Марковић (1879—?), дивизијски генерал. Активна служба у ВКЈ престала му је 1929.
- Митар Мартиновић (1870—1954), дивизијски генерал. Активна служба у ВКЈ престала му је 1921. Преведен у резерву.
- Мирослав Мартинчић (1882—1944), пешадијски бригадни генерал. Активна служба у ВКЈ престала му је 1939. Реактивиран 1941.
- Петар Мартиновић (1881—1940), артиљеријски бригадни генерал. Активна служба у ВКЈ престала му је 1930.
- Светомир Матић (1870—1931), армијски генерал. Активна служба у ВКЈ престала му је 1930. Преведен у резерву.
- Милан Машић (1884—1959), пешадијски бригадни генерал.
- Александар Мијушковић (1865—1933), артиљеријски бригадни генерал. Активна служба у ВКЈ престала му је 1928.
- Светолик Миладиновић (1883—1960), дивизијски генерал. Активна служба у ВКЈ престала му је 1940. Преведен у резерву. Реактивиран 1941. Одведен у заробљеништво 1941. године, после рата није наставио службу.
- Добросав Миленковић (1874—1973), дивизијски генерал. Активна служба у ВКЈ престала му је 1929. Преведен у резерву. Реактивиран 1941. Одведен у заробљеништво 1941. године, током рата наставио службу у ЈА са чином генерал-потпуковника. Пензионисан ?.
- Милутин Миленковић (1886—1968), дивизијски генерал.
- Стеван Милетић (1873—1952), дивизијски генерал. Активна служба у ВКЈ престала му је 1929. Реактивиран 1941. Одведен у заробљеништво 1941. године, после рата није наставио службу.
- Лавослав Милић (1890—1964), интендантски бригадни генерал. Прешао у војску НДХ 1941.
- Љубомир Милић (1861—1949), дивизијски генерал. Активна служба у ВКЈ престала му је 1923.
- Михаило Миличевић (1879—1951), пешадијски бригадни генерал. Активна служба у ВКЈ престала му је 1939. Одведен у заробљеништво 1941. године, после рата није наставио службу.
- Тодор Милићевић (1890—1980), генералштабни бригадни генерал. Одведен у заробљеништво 1941. године, после рата није наставио службу.
- Мирослав Милисављевић (1868—1929), армијски генерал.
- др Светислав Милисављевић (1869—1949), санитетски бригадни генерал. Активна служба у ВКЈ престала му је 1929.
- Лазар Миловановић (1877—1950), артиљеријски бригадни генерал. Активна служба у ВКЈ престала му је 1932. Преведен у резерву.
- Милан Ж. Миловановић (1874—1942), армијски генерал. Активна служба у ВКЈ престала му је 1940. Преведен у резерву.
- Милутин Миловановић (1883—1951), пешадијски бригадни генерал.
- Војислав Милојевић (1873—1959), артиљеријски бригадни генерал. Активна служба у ВКЈ престала му је 1927. Преведен у резерву.
- Драгомир Милојевић (1874—1942), дивизијски генерал. Активна служба у ВКЈ престала му је 1929.
- Владимир Милојковић (1876—1955), пешадијски бригадни генерал. Активна служба у ВКЈ престала му је 1938.
- Стојан Милорадовић (1880—1949), дивизијски генерал. Одведен у заробљеништво 1941. године.
- Драгослав Милосављевић (1889—1966), дивизијски генерал. Одведен у заробљеништво 1941. године, после рата није наставио службу.
- Лазар Милосављевић (1884—1967), дивизијски генерал. Активна служба у ВКЈ престала му је 1935. Преведен у резерву. Реактивиран 1941. Одведен у заробљеништво 1941. године, током рата наставио службу у ЈА са чином генерал-потпуковник. Пензионисан 1946.
- др Милисав Милосављевић (1887—1953), санитетски бригадни генерал. Током рата наставио службу у ЈА са чином генерал-мајора. Пензионисан 1946.
- Светислав Милосављевић (1882—1960), генералштабни бригадни генерал. Активна служба у ВКЈ престала му је 1926. Пензионисан 1935.
- Владимир Милошевић (1878—1953), пешадијски бригадни генерал. Активна служба у ВКЈ престала му је 1935. Реактивиран 1941. Одведен у заробљеништво 1941. године, после рата није наставио службу.
- Драгутин Милутиновић (1865—1941), дивизијски генерал. Активна служба у ВКЈ престала му је 1927.
- Драгослав Миљковић (1883—1953), армијски генерал. Одведен у заробљеништво 1941. године, после рата није наставио службу.
- Миленко Миљковић (1881—1965), пешадијски бригадни генерал. Активна служба у ВКЈ престала му је 1933. Реактивиран 1941. Одведен у заробљеништво 1941. године, после рата није наставио службу.
- Боривоје Мирковић (1889—1969), ваздухопловни бригадни генерал. Пензионисан у ЈВвО 1942. После рата није наставио службу.
- Драгомир Мирковић (1891—1981), пешадијски бригадни генерал. Пензионисан у ЈВвО 1942. После рата није наставио службу.
- Владимир Митић (1878—1946), артиљеријски бригадни генерал. Одведен у заробљеништво 1941. године.
- Живан Митровић (1875—1943), дивизијски генерал. Активна служба у ВКЈ престала му је 1931.
- Александар Михаиловић (1890—?), артиљеријски бригадни генерал. Активна служба у ВКЈ престала му је 1936. Реактивиран 1936. Одведен у заробљеништво 1941. године, после рата није наставио службу.
- Драгољуб Михаиловић (1893—1946), армијски генерал. До 1941. пуковник. Основао ЈВуО и три пута током рата унапређен.
- Душан Михаиловић (1881—1943), артиљеријски бригадни генерал. Одведен у заробљеништво 1941. године, после рата није наставио службу.
- Јеврем Михаиловић (1874—?), пешадијски бригадни генерал. Активна служба у ВКЈ престала му је 1928. Преведен у резерву. Реактивиран 1941. Одведен у заробљеништво 1941. године, после рата није наставио службу.
- Марко Михаиловић (1886—1969), дивизијски генерал. Одведен у заробљеништво 1941. године, после рата није наставио службу.
- Милош Михаиловић (1872—1946), дивизијски генерал. Активна служба у ВКЈ престала му је 1929.
- Михаило Михаиловић (1889—1970), дивизијски генерал. Одведен у заробљеништво 1941. године, после рата није наставио службу.
- Живојин Мишић (1855—1921), војвода.
- Петар Мишић (1863—1921), генерал.
- Велимир Младеновић (1884—1958), артиљеријски бригадни генерал.
- Миливоје Момчиловић (1876—?), пешадијски бригадни генерал. Активна служба у ВКЈ престала му је 1927. Реактивиран 1941. Одведен у заробљеништво 1941. године.
- др Драгољуб Мратинковић (1886—?), санитетски бригадни генерал. Одведен у заробљеништво 1941. године.
- Василије Мумџић (1880—1941), дивизијски генерал. Активна служба у ВКЈ престала му је 1936.